# Chang Ko-hsin
Chang Ko-hsin, chiń. trad. 張可欣; pinyin Zhāng Kěxīn (ur. 20 czerwca 1980) – tajwańska lekkoatletka, tyczkarka.

## Osiągnięcia
- srebro mistrzostw Azji juniorów (Singapur 1999)
- srebrny medal mistrzostw Azji (Dżakarta 2000)
- brąz halowych mistrzostw Azji (Teheran 2004)
- srebrny medal mistrzostw Azji (Incheon 2005)
- medalistka halowych mistrzostw Azji

## Rekordy życiowe
- skok o tyczce – 4,10 (2003 & 2005) rekord Tajwanu
- skok o tyczce (hala) – 4,00 (2004) rekord Tajwanu